# More Than a Woman (Aaliyah)
More Than A Woman è un singolo della cantante statunitense Aaliyah, pubblicato il 4 settembre 2001 come terzo estratto dal terzo album in studio omonimo. Ha raggiunto la prima posizione nel Regno Unito nel gennaio del 2002, diventando il primo singolo di un'artista donna deceduta ad entrare direttamente al numero 1. Il brano ha ricevuto una nomination ai Grammy Award come Best Female R&B Vocal Performance.

## Composizione e testo
Nel comporre il beat del pezzo, il produttore Timbaland ha utilizzato un campionamento della canzone Alouli Ansa della cantante siriana Mayada El Hennawi, il che ha conferito alla canzone un'atmosfera medio-orientale (comune a molte canzoni prodotte da Timbaland in quel periodo). Il testo parla di una donna completamente devota al proprio uomo, al quale promette di poter essere per lui più di una donna e più di un'amante qualsiasi.

## Video
Il video della canzone è stato diretto da Dave Meyers e girato a Los Angeles nell'estate del 2001 con grande uso del green screen. Si apre con un motociclista che corre sulla sua moto per le strade di una metropoli, e la camera entra nel tubo di scappamento del veicolo. Qui mostra Aaliyah in una tuta bianca e attillata con una lunga coda di cavallo che balla con delle ballerine sullo sfondo degli ingranaggi interni del motociclo creati al computer. In una scena successiva la cantante veste top e panataloni di pelle neri e ha i capelli sciolti, ed esegue la coreografia anche con dei ballerini uomini, mentre viene mostrata la scena di una discoteca all'interno della moto. Nel video sono chiaramente visibili accessori e indumenti della Roc-a-Wear e della Baby Phat. Nel mentre vengono mostrati spezzoni dell'artista che canta davanti al fanale della moto e del motociclista che compie acrobazie tra le strade, come passare sotto un camion parcheggiato senza fermarsi. Il video si conclude con una mirabile coreografia eseguita con l'aiuto di una striscia di stoffa bianca e con il motociclista che arriva in collina per ammirare la vista della città dall'alto; questi si toglie il casco e rivela di essere Aaliyah. In quest'ultima scena compare la scritta "In Loving Memory", al fianco della sagoma della cantante stagliata contro il tramonto (il video infatti è uscito dopo la scomparsa dell'artista).
Mark Ronson appare nel video come il dj che suona nella discoteca all'interno della moto.

## Ricezione
Il singolo è stato accolto positivamente dalla critica, tanto da essere inserito dalla rivista musicale britannica Q nella lista delle 1001 canzoni migliori di tutti i tempi, descritto come un pezzo perfetto per un party estivo. Nell'estate del 2001 Aaliyah ha deciso di usare questo pezzo per promuovere il suo terzo album, esibendosi in programmi tv di punta come The Tonight Show con Jay Leno e Regis&Kelly ; è l'unica canzone tratta dall'album Aaliyah in cui la cantante si sia esibita dal vivo in tv.
In USA il singolo non è riuscito ad entrare in top20, essendosi fermato al numero 25, ma è stato il decimo singolo dell'artista ad entrare nella top10 della classifica R&B di Billboard ed è arrivato al numero 11 nelle classifiche dance.
Nel Regno Unito il successo della canzone è stato enorme invece: con quasi 100 000 copie vendute nella prima settimana di pubblicazione, il singolo ha debuttato direttamente al numero 1 il 13 gennaio 2002 (la prima volta per la cantante in questo paese), rimpiazzato la settimana successiva da My Sweet Lord dell'ex Beatles George Harrison, ed entrando così nella storia della musica inglese come primo singolo di un artista scomparso a raggiungere il numero 1 ed essere sostituito la settimana successiva dal disco di un altro artista deceduto. Grazie al brano, Aaliyah è diventata anche la prima donna nella storia della musica a entrare direttamente al numero 1 della classifica britannica dei singoli dopo esser deceduta. È il singolo di più grande successo della cantante nelle classifiche britanniche.
La canzone è entrata nelle top40 di molti altri paesi, tra cui Irlanda, Svizzera, Paesi Bassi e Australia. In Francia la canzone è stata pubblicata come doppio singolo insieme a I Refuse, e nonostante sia arrivata al numero 25 (come in USA), rimane la posizione più alta raggiunta in questo paese da un singolo di Aaliyah.

## Riconoscimenti
Il video della canzone ha debuttato al numero 1 nella classifica del programma di BET 106 & Park, sostituendosi a Rock The Boat (ritirato dopo aver passato 65 giorni in classifica ed entrato nella Hall of Fame del programma). È l'unico video ad essere stato trasmesso due volte nello stesso giorno dall'emittente come New Joint ed è arrivato al numero 11 nella classifica dei 100 video del 2002.
La coreografia del video, curata dalla fidata Fatima Robinson, ha ricevuto una nomination agli American Choreography Awards insieme a Rock The Boat, mentre il video ha vinto nella categoria Best Video ai MoBo Awards.
La canzone è stata la quarta per la cantante ad ottenere una nomination ai Grammy nel 2003 come Best R&B Female Performance With Vocal, categoria vinta però da Mary J. Blige con He Think I Don't Know. La canzone è stata inserita dalla rivista musicale Q tra le "1001 Best Songs Ever" (1001 migliori canzoni di tutti i tempi).

## Classifiche
| Classifica (2002)                        | Posizione |
| ---------------------------------------- | --------- |
| Australia                                | 37        |
| Austria                                  | 65        |
| Belgio (Fiandre)                         | 10        |
| Belgio (Vallonia)                        | 31        |
| Paesi Bassi                              | 38        |
| Francia                                  | 25        |
| Germania                                 | 34        |
| Irlanda                                  | 13        |
| Svezia                                   | 52        |
| Svizzera                                 | 16        |
| Regno Unito                              | 1         |
| U.S. Billboard Hot 100                   | 25        |
| U.S. Billboard Hot Dance Music/Club Play | 11        |
| U.S. Billboard Hot R&B/Hip-Hop Songs     | 7         |
| U.S. Billboard Top 40 Tracks             | 19        |
| U.S. Billboard Rhythmic Top 40           | 12        |

## Tracce
1. More Than A Woman-3:47
2. More Than A Woman (Bump N Flex Club Mix)-5:29
3. One In A Million-4:30
4. More Than A Woman (Video)